# Torquaoplus dimidiatus
Torquaoplus dimidiatus là một loài tò vò trong họ Ichneumonidae.